# Willem Glasbergen

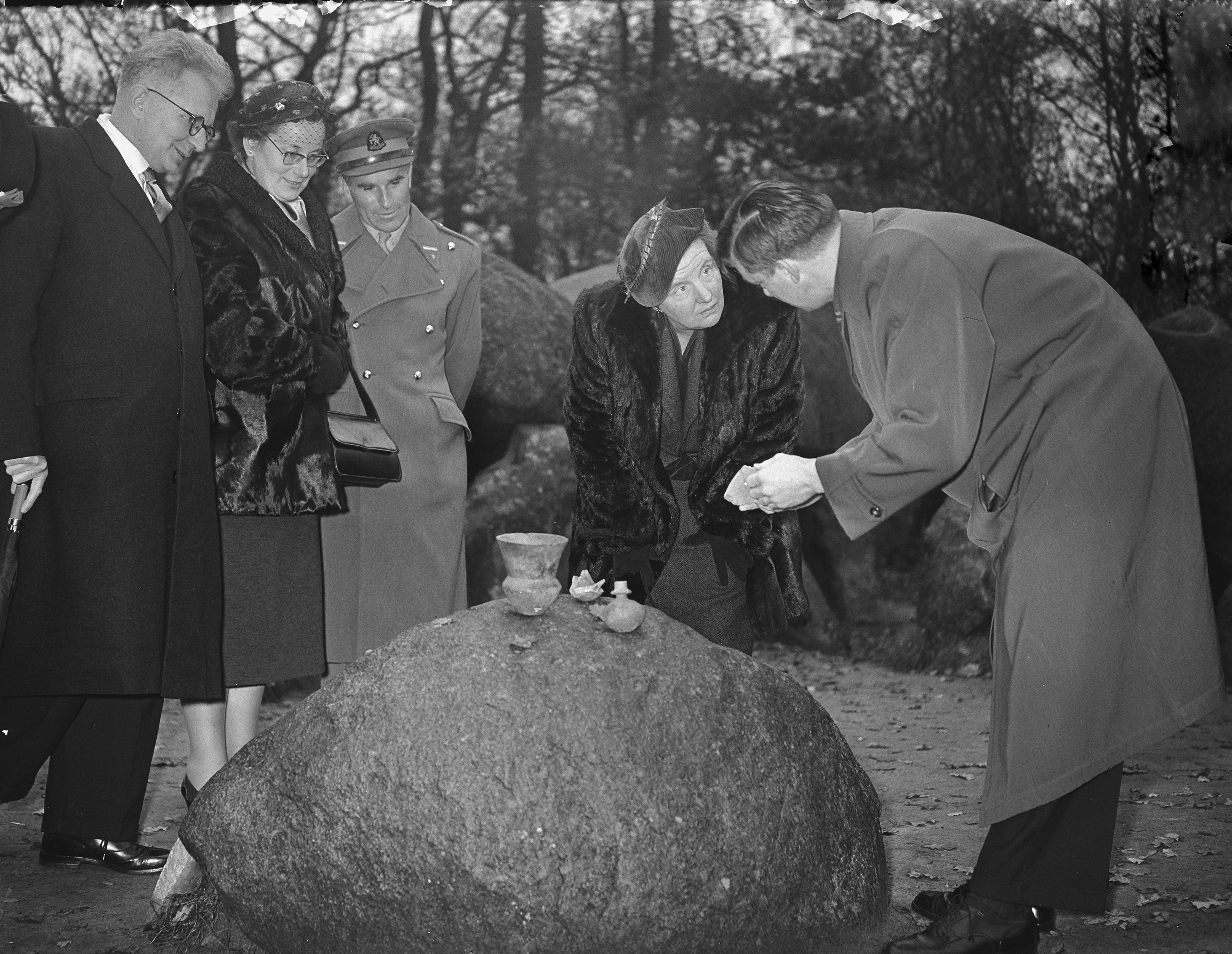
Willem Glasbergen (rechts) in 1955

Willem Glasbergen (Noordwijk, 24 juli 1923 – Amersfoort, 1 april 1979) was een Nederlands archeoloog, die vooral veel publiceerde over de prehistorie van Drenthe.

## Levensloop
Na een verhuizing naar Rijnsburg volgde hij het gymnasium te Leiden. In deze streek kwam hij in zijn latere leven regelmatig terug als archeoloog voor oudheidkundig onderzoek in onder andere Rijnsburg, Valkenburg, Voorschoten en Alphen aan den Rijn.
Glasbergen begon in de oorlogsjaren aan zijn studie kunstgeschiedenis en archeologie aan de Rijksuniversiteit Groningen, deze werd in 1943 onderbroken. Na de bevrijding was A.N. Zadoks-Josephus Jitta een van zijn docenten. Hij promoveerde in 1954 echter niet op een kunsthistorisch, maar op een prehistorisch onderwerp, de grafheuvels van Toterfout-Halve Mijl daterend uit de Bronstijd en gelegen in de Noord-Brabantse streek de Acht Zaligheden.
Van 1945 tot 1948 was Glasbergen medewerker van het Biologisch-Archaeologisch Instituut van Van Giffen, waar hij in 1951 terugkeerde. In de tussentijd was hij werkzaam geweest bij de Rijksdienst voor het Oudheidkundig Bodemonderzoek (de huidige Rijksdienst voor het Cultureel Erfgoed). Hij was, net als zijn jongere collega Wim van Es, tevens medewerker van het Groninger Museum en het Drents Museum te Assen.
In 1957 volgde de benoeming tot hoogleraar aan de Amsterdamse Gemeente-universiteit, aanvankelijk als buitengewoon hoogleraar in de Prehistorie van West- en Midden-Europa en de Archeologie van Nederland, maar twee jaar later als gewoon hoogleraar. Hij was daarmee ook Directeur van het Instituut voor Prae- en Protohistorie, dat hij omdoopte tot het Albert Egges van Giffen Instituut voor Prae- en Protohistorie van de Gemeente Universiteit van Amsterdam.

## Werk
Tot Glasbergens bekendste opgravingen behoren de grafheuvels van Havelte, waar hij samenwerkte met Harm Tjalling Waterbolk. Verder publiceerde hij onder meer over de goudschat van Beilen, de muntvondsten van Yde en Bargercompascuum, het kralensnoer van Exloo en de dolk van Barger-Oosterveld.
Hij inventariseerde ook de in Drenthe gevonden terra sigillata (het Romeinse luxe-aardewerk). Publicaties als die over het aardewerk van de Hunebeddencultuur (nu Trechterbekercultuur) bezuiden de grote rivieren zijn, in dit Drentse oeuvre, buitenbeentjes.
In de jaren 1950 definieerde Glasbergen het begrip "Hilversumcultuur", een prehistorische cultuur uit de vroege en midden-bronstijd (1800 - 1200 v.Chr.), vernoemd naar het aardewerk dat in Hilversum en omgeving is gevonden. 
Glasbergen werd in 1974 wereldbekend door de opgraving van zes schepen uit de Romeinse tijd op het terrein van de Hooge Burgh, een instelling voor geestelijk gehandicapten te Zwammerdam. Met zijn akkoord werd door de Alphense Architect Latief Perotti vanaf 11 januari 1974 een landelijke actie gevoerd tot het verkrijgen van financiële middelen voor de bouw van een damwand, waardoor de opgraving doorgang kon vinden. De actie "Redt Romeins Schip te Zwammerdam " werd gedragen door H.M. Koningin Juliana, die tweemaal de vindplaats bezocht. De steun van de Pers was onontbeerlijk. Glasbergen zei over de actie: De archeologie heeft in enkele weken zoveel publieke belangstelling van over de hele wereld gekregen, dat dit zeer bemoedigend is voor de toekomst van de Archeologie als wetenschap . De "Zwammerdamschepen" zijn inmiddels geconserveerd in het Museum voor Scheepsarcheologie te Ketelhaven en zullen mogelijk in een museum worden tentoongesteld. Katwijk als belangrijk knooppunt aan de Limes door de voormalige verbinding met Romeinse Provincie Brittannia ligt voor de hand. Mogelijk dat hier ook een Romeins Scheepsdepot wordt gevestigd.